# أفيانكا الرحلة 011
أفيانكا الرحلة 011 طائرة بوينغ 747-283BM كانت تحمل علي متنها 173 راكبا و19 من أفراد الطاقم في رحلة طيران من فرانكفورت إلي بوغوتا عبر باريس ومدريد وكاراكاس في 27 نوفمبر 1983 وأثناء الاقتراب النهائي كان الطاقم يقترب من مطار مدريد باراخاس الدولي تسبب نظام تحذير الإقتراب الأرضي بكسر روتين الطاقم وتسرع الطاقم في إنقاذ الطائرة ولكن بعد فوات الأوان تحطمت الطائرة ببلدة ميجورادا ديل كامبو علي بعد 12 كم (7.5 قدما) جنوبي شرقي مطار مدريد باراخاس الدولي وكل ما بقي من الطائرة كانت المؤخرة ومات 181 شخصا من بينهم جميع أفراد الطاقم ونجاة 11 شخصا من الحادثة بسبب خطأ الطاقم وعدم التعاون بين الطيارين والخبرة القليلة لطاقم الطائرة عن سيطرة الرحلة قرب التضاريس.

## أشخاص غير عاديون قتلوا في الحادثة
- خورخي إيبارغوينغويتيا - روائي مكسيكي.
- أنخيل راما - كاتب أوروغواي، طالب أكاديمي، ناقد أدبي.
- مانويل سكورزا - روائي بيروفي، شاعر، ناشط سياسي.
- مارتا ترابا - كاتبة أرجنتينية، ناقدة فنية.
- روزا ساباتير - عازفة بيانو إسبانية.